# Evgenij Nikolaevič Čirikov
Evgenij Nikolaevič Čirikov (Kazan', 5 agosto 1864 – Praga, 18 gennaio 1932) è stato uno scrittore russo.

## Biografia

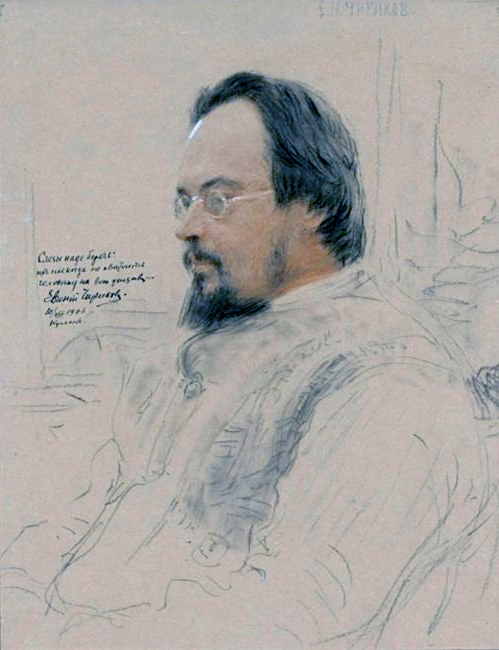
Ritratto di Čirikov eseguito da Il'ja Efimovič Repin, 1906

Čirikov è considerato uno dei più significativi aderenti al gruppo Znanie ("La conoscenza"), che produsse un celebre almanacco intitolato Znanie, e si distinse per un denominatore comune: la tendenza realistica degli anni fra le due rivoluzioni (1905-1917).
Čirikov esordì nella letteratura russa pubblicando proprio nella rivista Znanie, di grande popolarità, caratterizzandosi per l'approfondimento della scissione avvenuta nella intelligencija degli anni novanta, a causa dell'insuccesso del movimento polulista e la poca fiducia dei giovani nel rinnovamento sociale.
Similmente agli scritti di Vikentij Vikent'evič Veresaev, anche lui medico, le opere di Čirikov, come Gli invalidi (Invalidy) e I forestieri (Čuzestrancy), si dimostrano ancor oggi valide per la descrizione dei contrasti fra i populisti e i marxisti di fine XIX secolo.
Negli anni successivi, ai tempi della rivoluzione russa del 1905, si impegnò alla raffigurazione delle situazioni sociali, effettuata grazie ad una analisi psicologica dei movimenti protagonisti.
Čirikov dedicò i suoi scritti soprattutto ai contadini e agli ebrei, nei riguardi dei quali scrisse due drammi, intitolati I contadini (Mužiki) e Gli ebrei (Evrei), che ottennero un grande successo proprio per l'interesse suscitato dall'argomento.
Molti consensi ebbe anche il dramma Ivan Mironyč del 1905, non solamente per l'argomento, il suicidio di una donna piccolo-borghese, quanto per le tinte efficaci e profonde dell'analisi psicologica.
Oltre ai racconti e ai drammi Čirikov scrisse anche romanzi, nei quali evidenziò una grande acutezza e delicatezza psicologica: i titoli furono Giovinezza (Junost') e L'esilio (Izgnanie), di tematica amorosa.
Dopo la rivoluzione russa del 1917 abbandonò la patria per trasferirsi a Praga, dove nel 1921 diede alle stampe il racconto Un'anima devastata (Opustosěnnaja), che si caratterizzò per una pregevole descrizione di un rivoluzionario bolscevico, e della sua mentalità.
Le sue opere complete in quindici volumi furono pubblicate a Mosca (1913-1914).

## Opere

### Racconti
- Gli invalidi (Invalidy);
- I forestieri (Čuzestrancy);
- Un'anima devastata (Opustosěnnaja, 1921).

### Drammi
- Gli ebrei (Evrei, 1904);
- I contadini (Mužiki, 1906);
- Ivan Mironyč, (1905).

### Romanzi
- Giovinezza (Junost');
- L'esilio (Izgnanie).